# Probujdénie (Vladímir)
|  | Per a altres significats, vegeu «Probujdénie». |

Probujdénie (en rus: Пробуждение) és un poble de l'óblast de Vladímir, a Rússia, segons el cens del 2010 tenia 18 habitants. Pertany al districte municipal de Múrom.